# 宽果省
宽果省（法語：Province du Kwango）是位于刚果民主共和国西部的一个省，首府根盖，與安哥拉接壤，人口1,994,036（2005年），面積89,874平方公里。

## 宽果省的镇
- 根盖（Kenge）